# Grouw
Grouw (officieel, Fries: Grou, [ɡrɔ.ṷ]) is een dorp dat ligt in de gemeente Leeuwarden, in de Nederlandse provincie Friesland. Grouw ligt tussen Leeuwarden en Heerenveen aan het Prinses Margrietkanaal en het Pikmeer ten oosten van de A32 en de spoorlijn Zwolle-Leeuwarden. Aan deze spoorlijn ligt station Grou-Jirnsum.
In 2023 telde Grouw 5.905 inwoners. De buurtschappen Gotum, Hofland en Zuiderend liggen in het postcodegebied van Grouw. Ten oosten ligt het eiland De Burd, dat onderdeel is van het Nationaal Park De Alde Feanen. Het dorp heeft meerdere havens aan het Pikmeer.

## Geschiedenis
Grouw is in de vroege Middeleeuwen ontstaan op een terp. Het dorp was in eerste instantie gericht op de landbouw. Het richtte zich vanaf de 15e eeuw steeds meer op de handel en de scheepvaart. Het dorp groeide daardoor flink. In de 19e eeuw nam het belang van de scheepvaart af, maar dat werd goed opgevangen door de komst van goede verbindingen over wegen en het spoor. In de loop van de 20ste eeuw richtte het dorp zich steeds meer op de watersport en het toerisme.
De eerste vermelding van Grouw is voor zover bekend in de 13e eeuw, toen het als de Growe werd vermeld. In 1412 werd de plaats vermeld als Grouwa, in 1474 als Grou en in 1504 als to grow. Meer dan waarschijnlijk wijst de plaatsnaam op een geul of groeve (Growe) waarbij de terp was gelegen. Deze zou dan Growe hebben geheten. Maar er wordt ook gedacht dat Growe verwijst naar het afgegraven of gegraven natuurlijke water. Men wijst hier naar het water Kromme en Rechte Grouw.
Tot de gemeentelijke herindeling in 1984 was Grouw de hoofdplaats van de toenmalige gemeente Idaarderadeel, die toen opging in de nieuw gevormde gemeente Boornsterhem. Op 1 januari 2014 is deze gemeente opgeheven, waarop Grouw onderdeel is geworden van de gemeente Leeuwarden.
Tot 1989 was de officiële plaatsnaam Grouw; in dat jaar wijzigde de gemeente Boornsterhem (die toen al officieel Boarnsterhim heette) de naam in Grou. In de gemeente Leeuwarden zijn de Nederlandse plaatsnamen de officiële, behalve voor de plaatsen die werden overgenomen van de opgeheven gemeente Boornsterhem, waarbij de officiële status van de Friestalige namen werd gehandhaafd.
Grouw is de enige gemeente in Nederland waar niet Sint-Nicolaas wordt gevierd, maar Sint Piter.

## Bezienswaardigheden

### Beschermd dorpsgezicht
Grouw telt twee beschermd dorpsgezichten: de kern en Oosterveld. Zie ook de beschermde stads- en dorpsgezichten in Friesland. Verder zijn er in het dorp enkele tientallen rijksmonumenten.

### Kerken

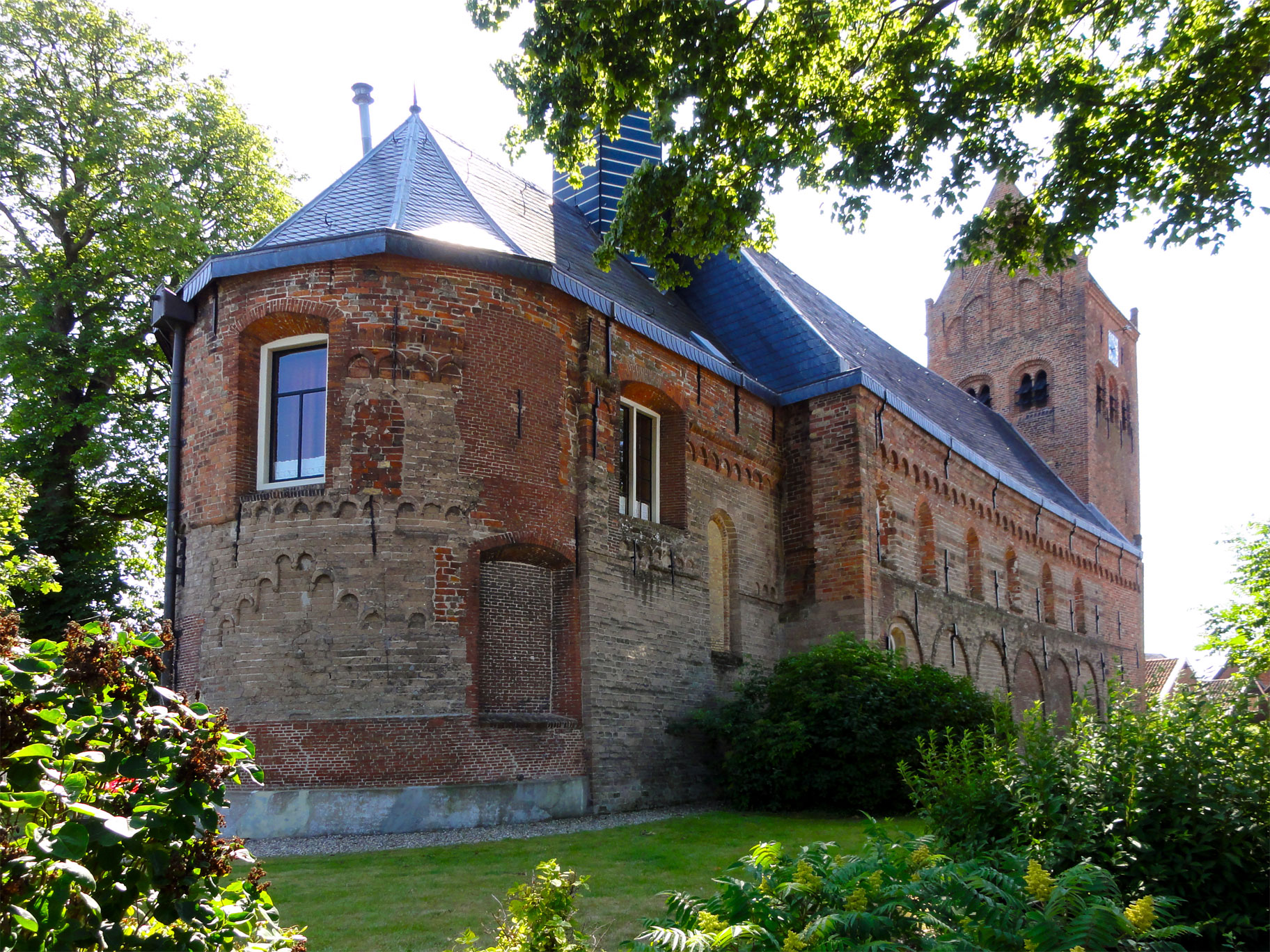
Sint-Pieterkerk (2010)

Het dorp heeft twee kerken. De oudste is de Sint-Pieterkerk uit het begin van de 13e eeuw en de Doopsgezinde kerk, stamt uit de 17e eeuw.

### Molens
Bij Grouw staan enkele molens. Ten noordoosten staat een maalvaardige paaltjasker uit 2001 en op het eiland staan de molens De Bird, De Borgmolen en de Haensmolen.

### BB Museum

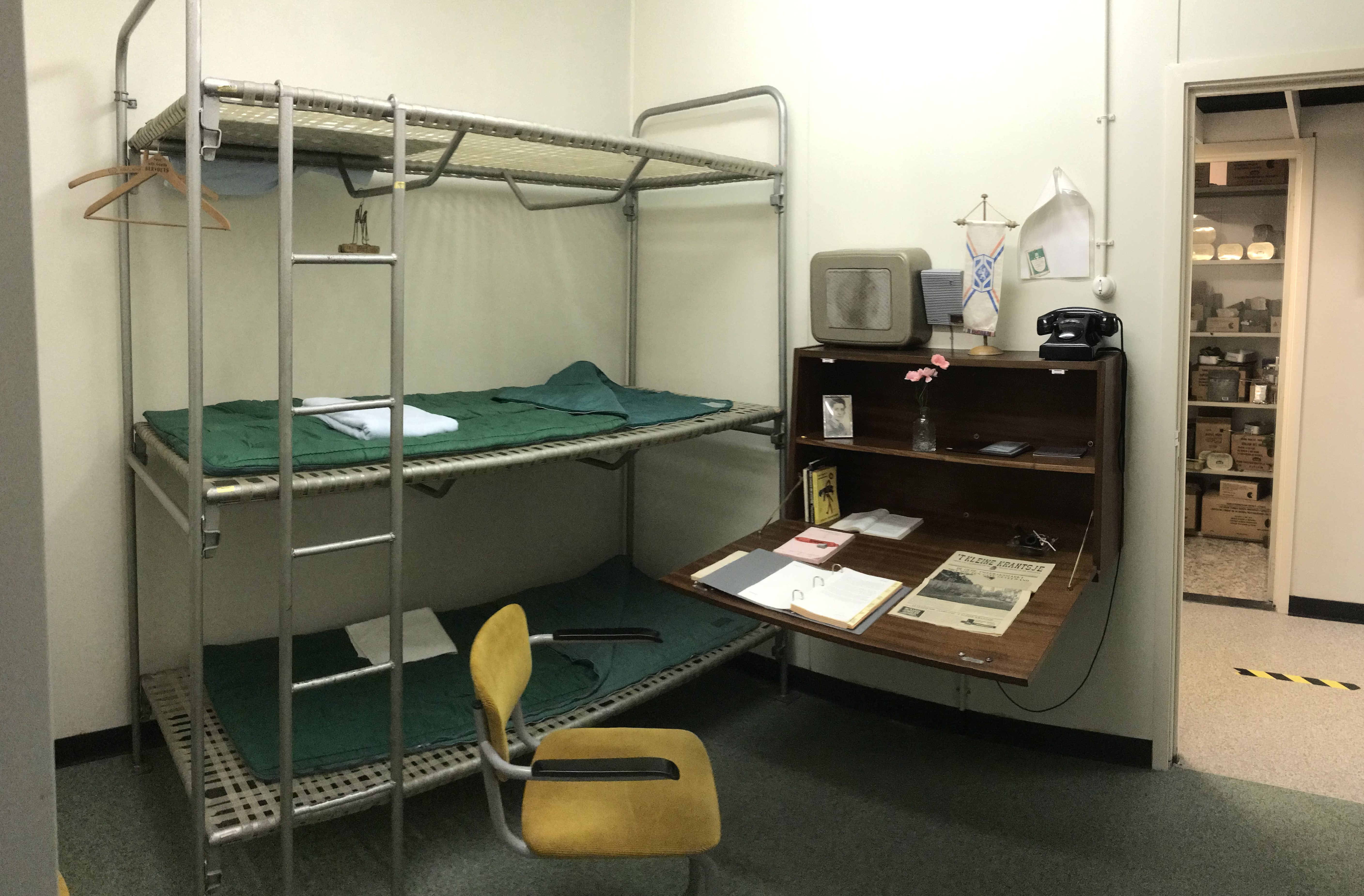
Verblijfsruimte in de post

Net buiten de bebouwde kom ligt het Museum Bescherming Bevolking. In deze 1100 m² grote commandopost van de Bescherming Bevolking konden bij een calamiteit 150 personen, waaronder het dagelijkse bestuur van de provincie Friesland, hun werk gedurende twee weken zonder hulp van buitenaf voortzetten. De bunker is de grootste in zijn soort in Nederland en de inrichting is nog vrijwel origineel. Er is veel communicatie apparatuur aanwezig en ook de ruimten waar het personeel verbleef zijn volledig ingericht.

## Cultuur
Het dorp is bekend om de viering van Sint Piter in plaats van Sinterklaas op 5 december elders. Sint Piter komt normaal gesproken op de zaterdag voor zijn naamdag (21 februari) met de boot in Grouw aan.
Het dorp heeft een aantal zangkoren, waaronder mannenkoor De Pikbroeken, dameskoor Damesakkoord, gemengdkoor Mingd Koar Grou, popkoor Just for Fun, musicalkoor Sjonge Jonge en een speciaal koor voor ouderen.
Het Museum Hert fan Fryslân is een cultuurhistorisch museum. Het andere museum van het dorp ligt tussen Grouw en Wartena, en is het Mineralogisch Museum dat in een omgebouwde boerderij zit.

## Sport
Het dorp telt een flink aantal sportverenigingen. Dat zijn onder meer voetbalvereniging GAVC, kaatsvereniging It Wetterlân], atletiekvereniging Athleta,  volleybalvereniging Grouw'64, gymnastiekvereniging SSS, tennisvereniging TVG, badmintonvereniging Raak 'm en diverse watersportverenigingen waaronder de (wedstrijd)zeilvereniging KWV Frisia.
De eerste wedstrijd van de Sintrale Kommisje Skûtsjesilen vindt elk jaar in Grouw plaats. In maart vindt jaarlijks de Merenloop plaats.
De korfbalvereniging Mid-Fryslân, voor de dorpen Grouw, Akkrum, Roordahuizum en Wartena is in 2012 opgericht. 

### Kunstijsbaan
Op 23 december 2007 beleefde Grouw een sportprimeur met de opening van de eerste schaatsbaan van kunststof in de buitenlucht. Het zogeheten "Glice-ijs", dat werd bedacht door Eric Sinnema uit Oudkerk, zou volgens Sinnema niet te vergelijken zijn met kunststofijsbanen die in de Verenigde Staten voorkomen.

## Onderwijs
Grouw heeft een tweetal basisscholen: de christelijke basisschool (CBS) Nijdjip en de openbare basisschool (OBS) De Twa Fisken. Daarnaast is er een middelbare school: Openbare Scholengroep (OSG) Sevenwolden, locatie Grou.

## Bevolkingsontwikkeling
| 1954 | 1959 | 1964 | 1969 | 1973 | 1990 | 1999 | 2002 | 2004 | 2005 | 2006 | 2007 | 2008 | 2009 | 2011 | 2012 | 2013 | 2014 | 2015 | 2016 | 2018 | 2019 | 2021 | 2023 |
| ---- | ---- | ---- | ---- | ---- | ---- | ---- | ---- | ---- | ---- | ---- | ---- | ---- | ---- | ---- | ---- | ---- | ---- | ---- | ---- | ---- | ---- | ---- | ---- |
| 3453 | 3522 | 3880 | 4129 | 4600 | 5316 | 5472 | 5731 | 5916 | 5875 | 5769 | 5737 | 5673 | 5634 | 5623 | 5646 | 5747 | 5757 | 5771 | 5733 | 5715 | 5740 | 5750 | 5905 |

## Geboren in Grouw
- Pibo Ovittius van Abbema (circa 1542–1618), predikant
- Andries Roorda (geb. rond 1649[bron?]), legerkapitein
- Joost Hiddes Halbertsma (1789–1869), dominee en schrijver
- Eeltje Halbertsma (1797–1858), dokter en schrijver
- Hjerre Gjerrits van der Veen, (1816–1887), volksschrijver
- Dirk van Gulik (1868–1935), meteoroloog, rector magnificus
- Klaas Uilkema, (1873–1944), boerderij-onderzoeker en (landbouw)onderwijzer
- Simke Molenaar (1874–1965), cabaretier
- Rixt (1887–1979), dichteres
- Oege Bakker (1890–1955), econoom en hoogleraar bedrijfshuishoudkunde
- Jacob Hylkema (1900–1945), verzetsstrijder
- Sjoukje Bouma (1911–2008), de eerste Nederlandse vrouwelijke schaatskampioen op de kortebaan
- Tiete Damsté-Terpstra (1924-2020), logopedist
- Atje Keulen-Deelstra (1938–2013), olympisch schaatsster
- Herman Rouwé (1943), olympisch roeier
- Gjalt Blaauw (1945), beeldhouwer en tekenaar
- Henk Rouwé (1946), olympisch roeier
- Haitske Pijlman (1954), olympisch schaatsster
- Bert de Jong (1955), olympisch schaatser
- Fokke de Groot (1964), componist/dirigent en zanger/gitarist

## Overleden in Grouw
- Sietske Pasveer (1915–2001), schaatser
- Jeen Nauta (1926–1986), schaatser
- Bernard Holtrop (1943–1993), politicus
- Saakje Huisman (1951–2001), schrijfster

## Galerij

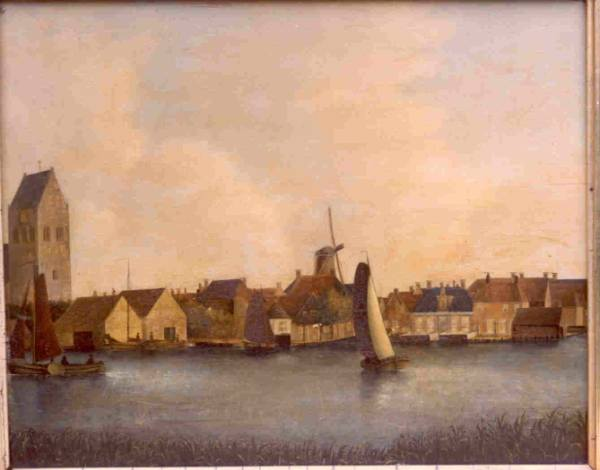
Schilderij van de Nieuwe Kade rond 1850
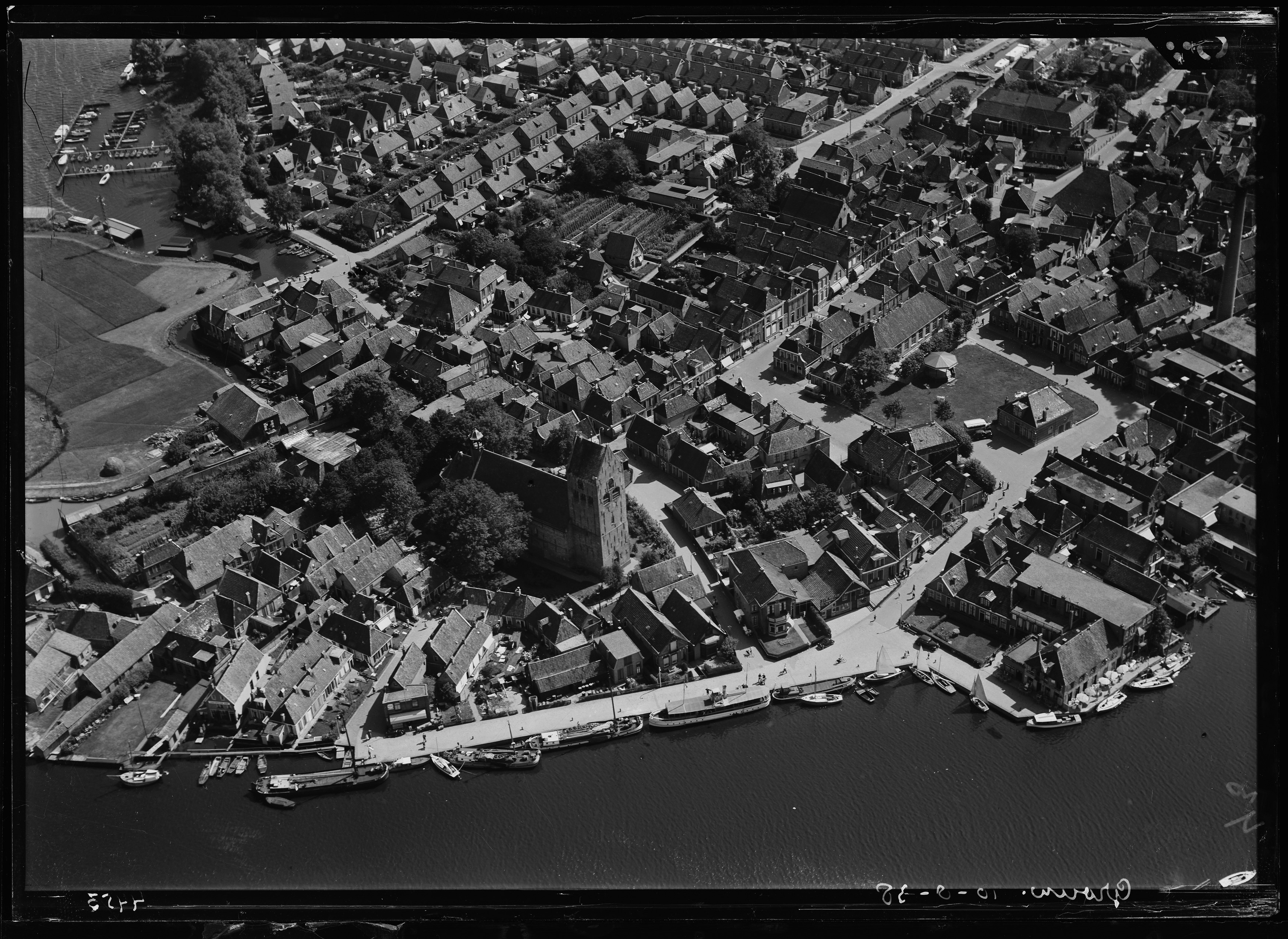
Luchtfoto (1920-1940), Nederlands Instituut voor Militaire Historie.
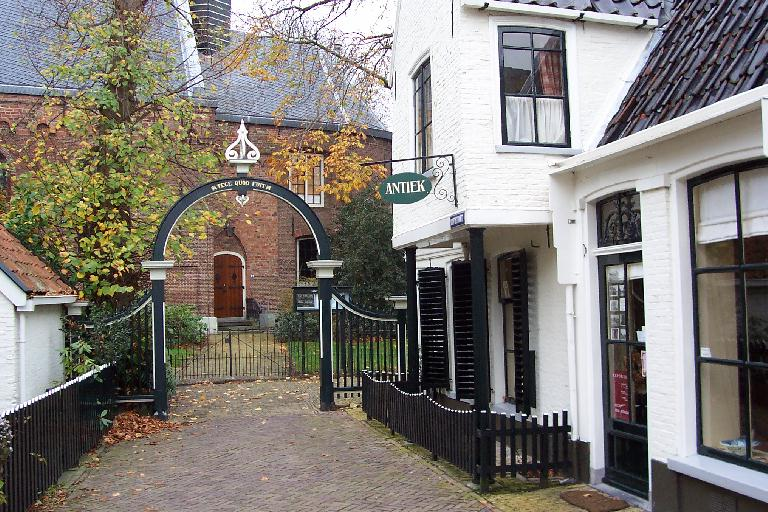
Toegangspoort naar de Sint-Pieterkerk aan het Oerhaelspaad, rechts It Poartehûs (2004)
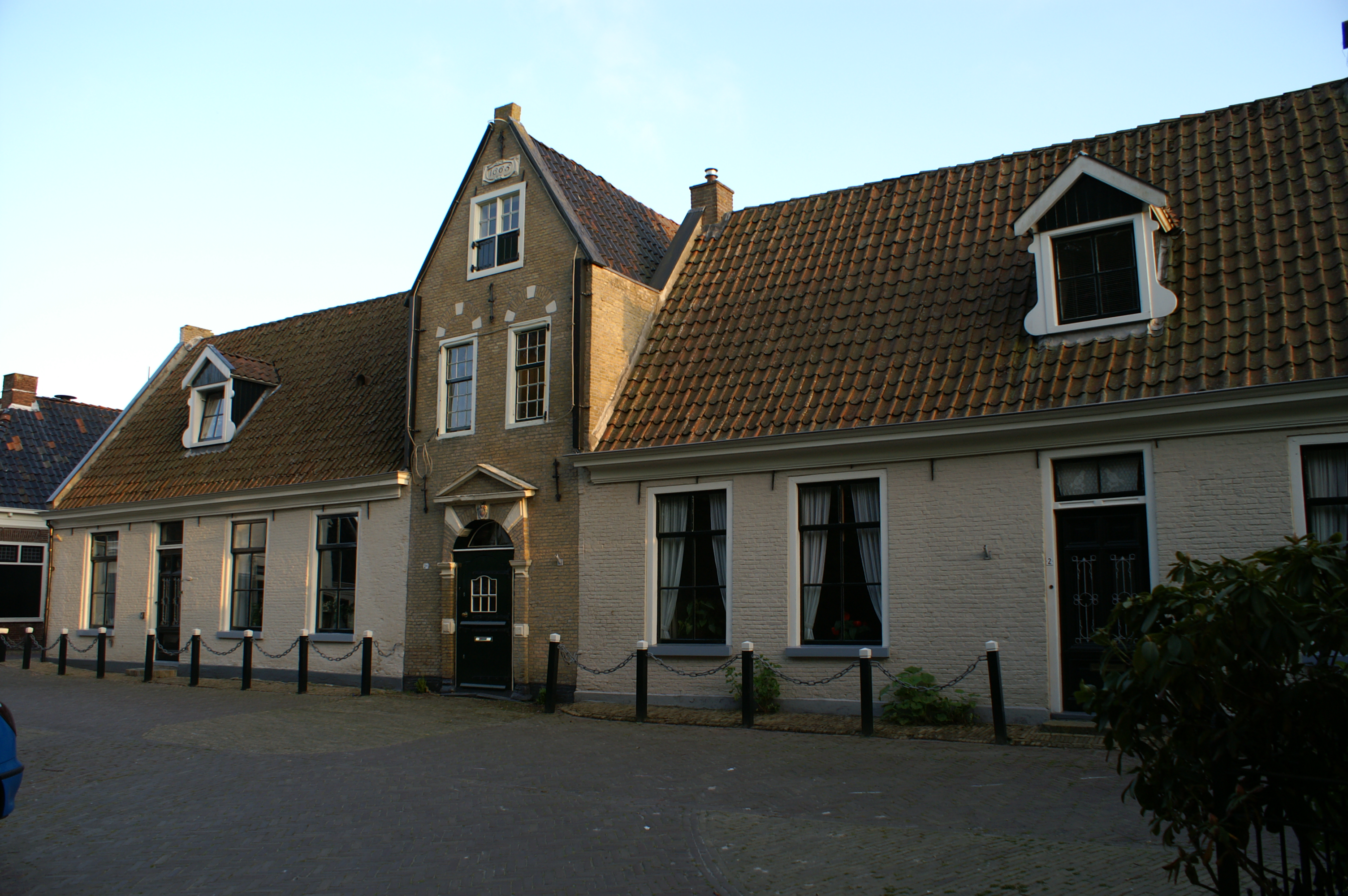
Poortgebouw van de Gou State (± 2007)
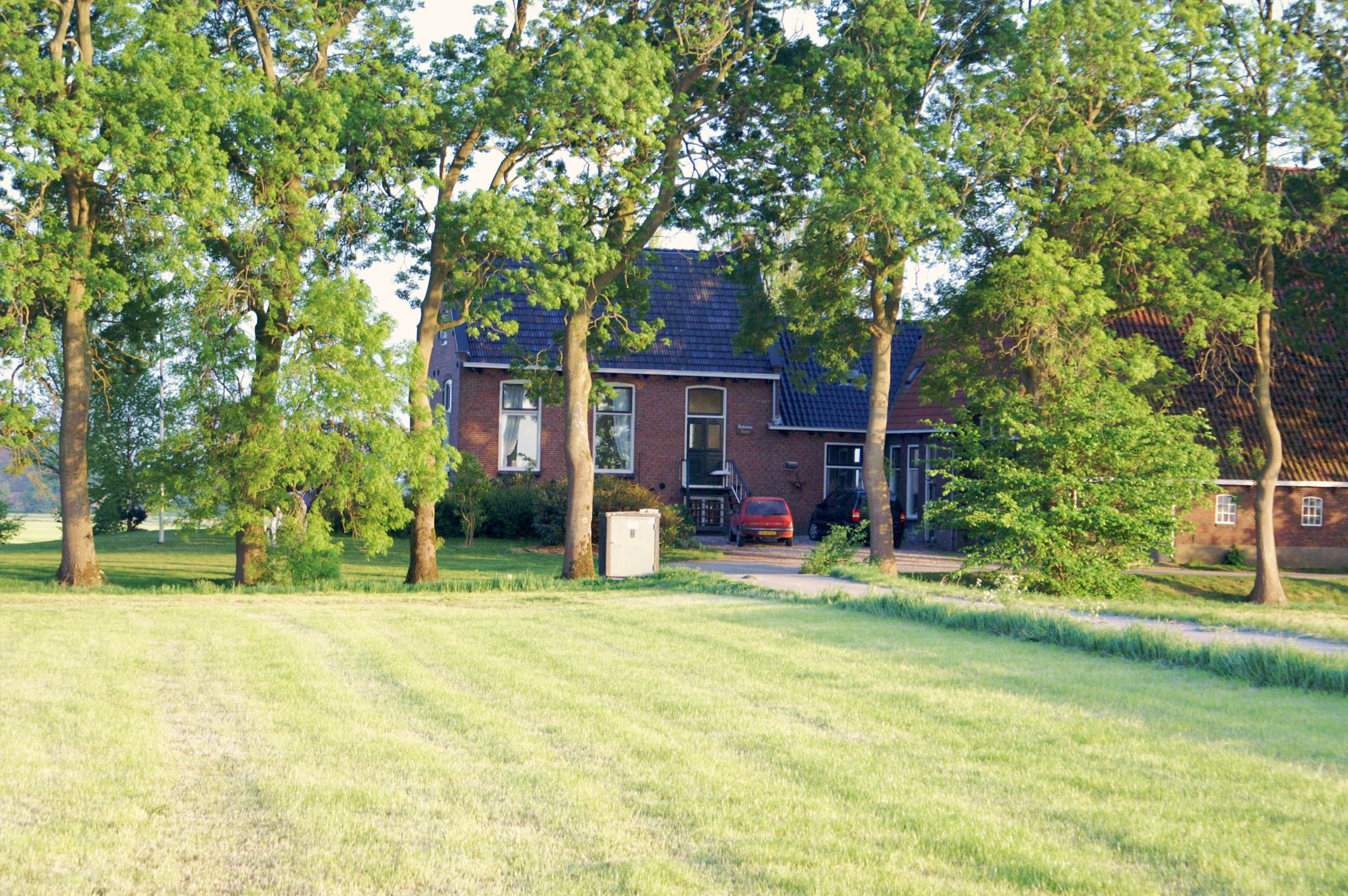
Nydamstra State (± 2007)
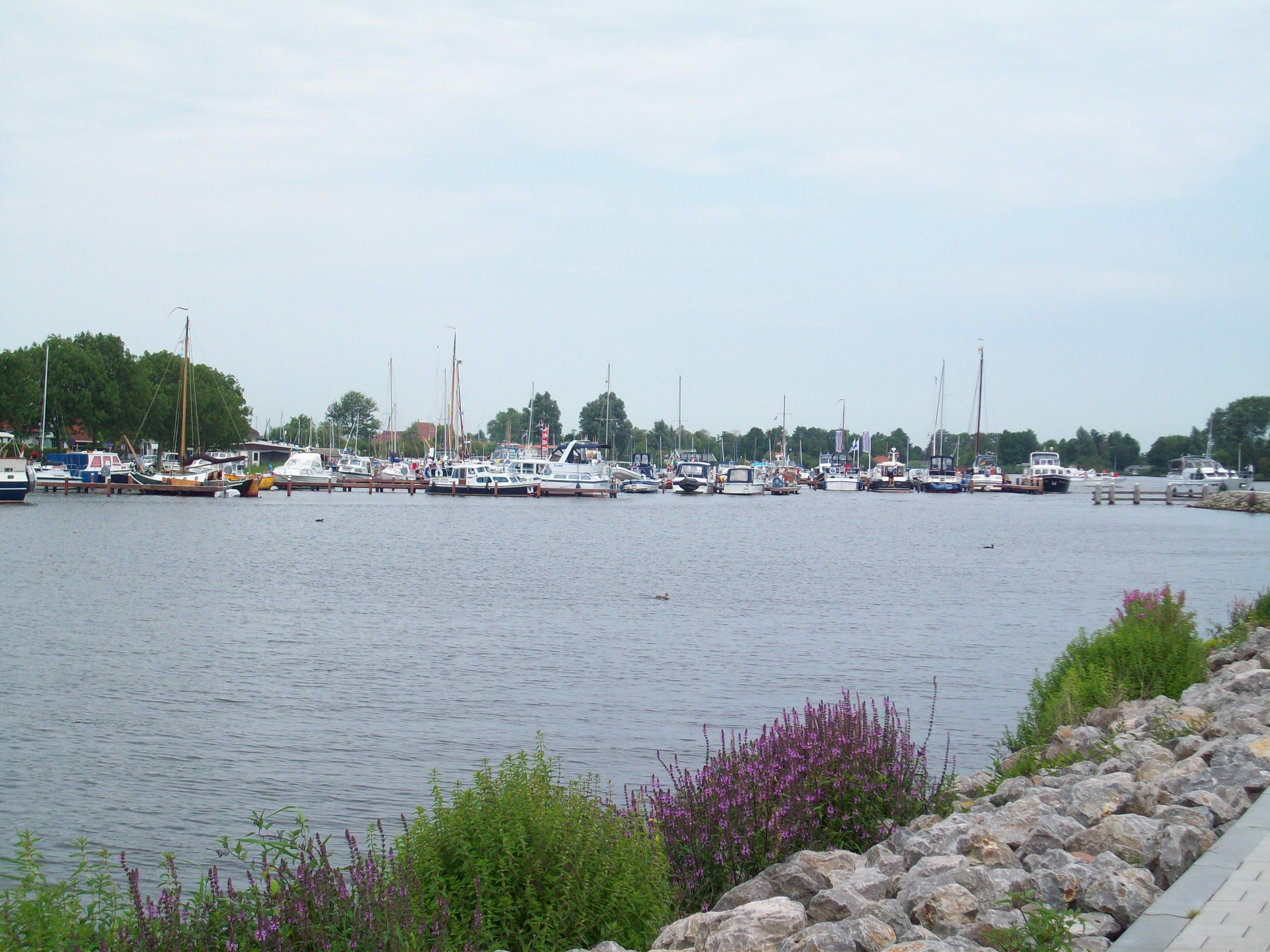
Zicht op de haven van Grouw (± 2008)
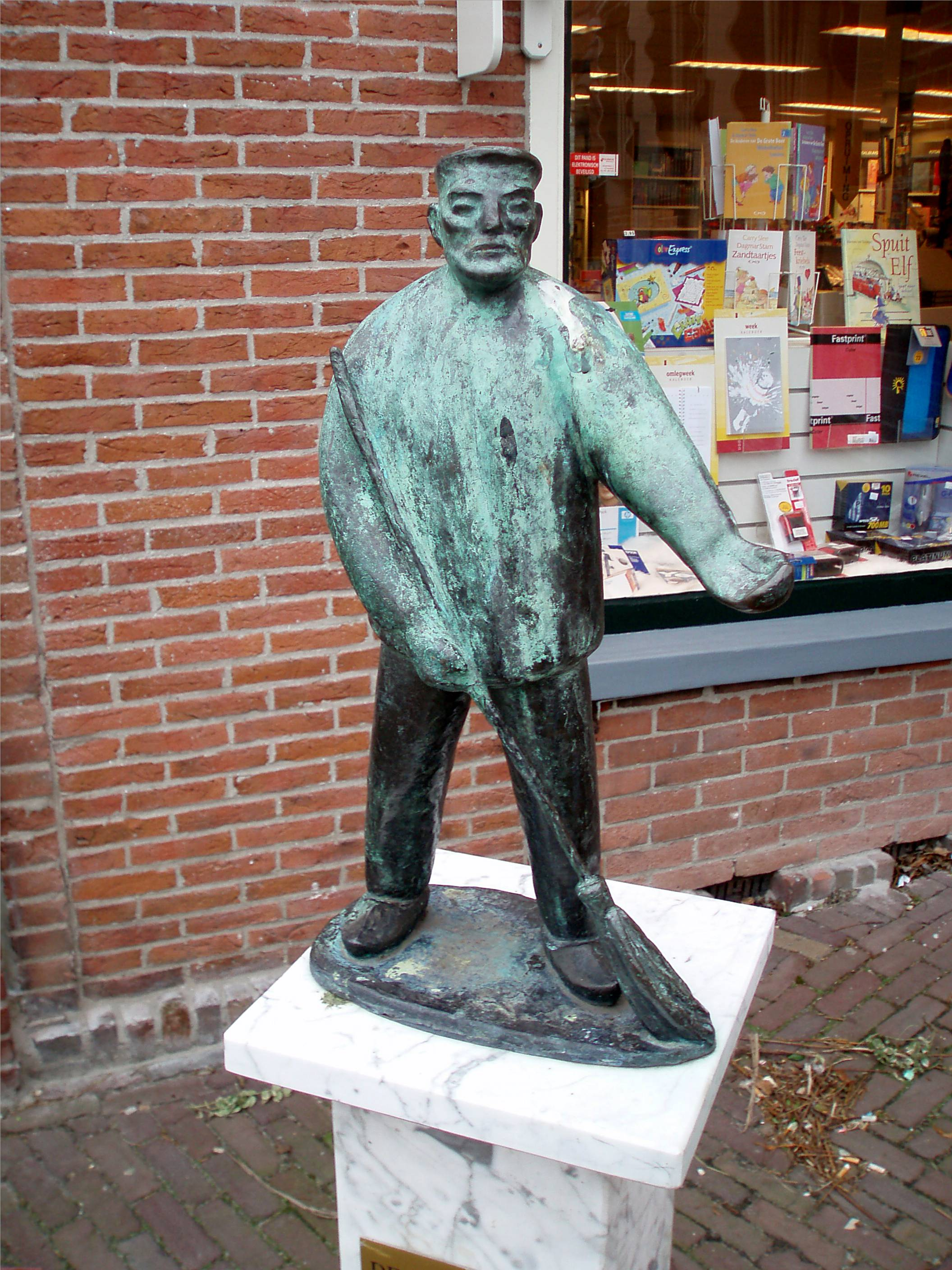
Beeld De baanveger (1991) van Karianne Krabbendam (2007)
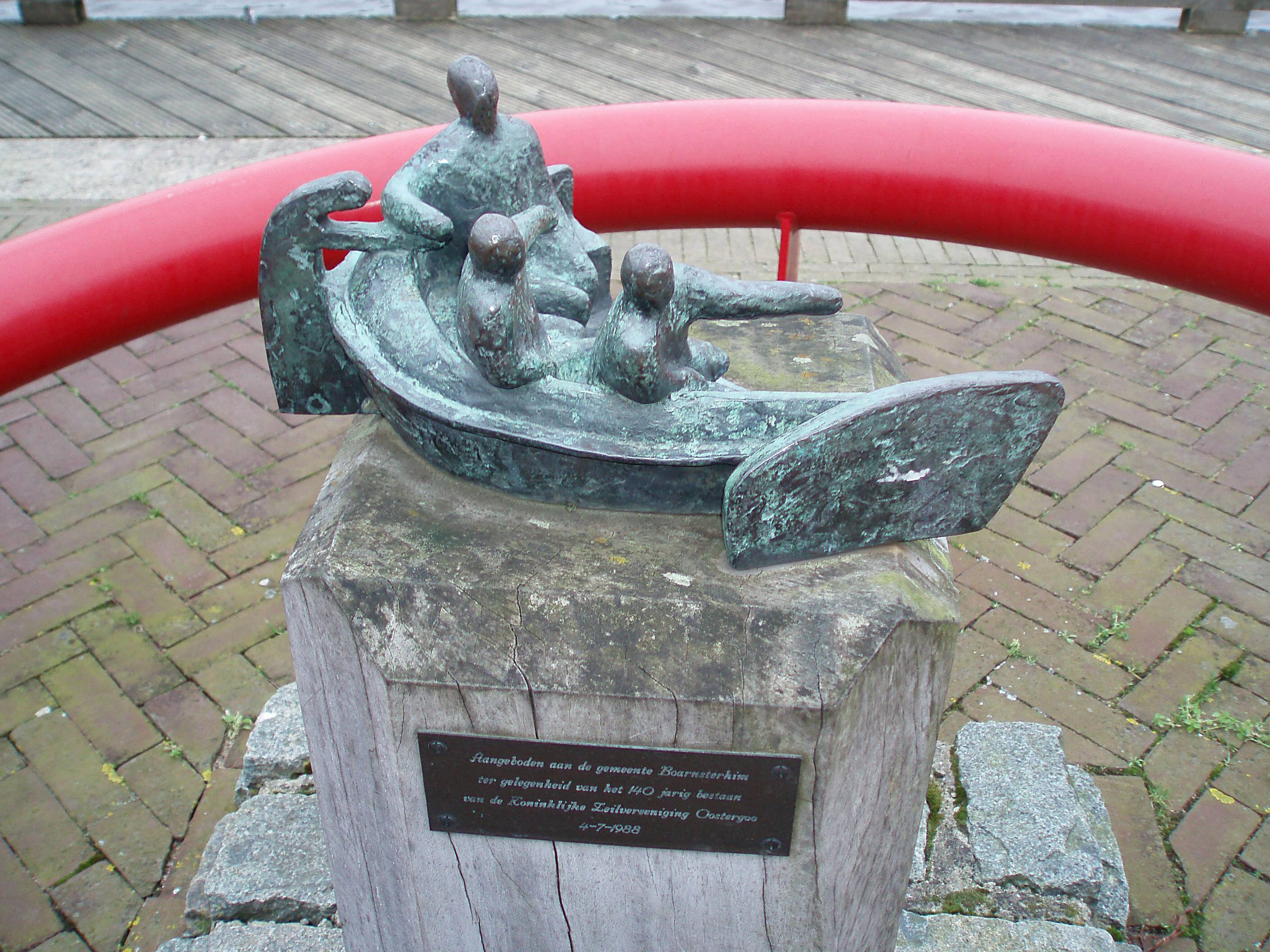
Beeld Drie zeilers (1988) van Karianne Krabbendam
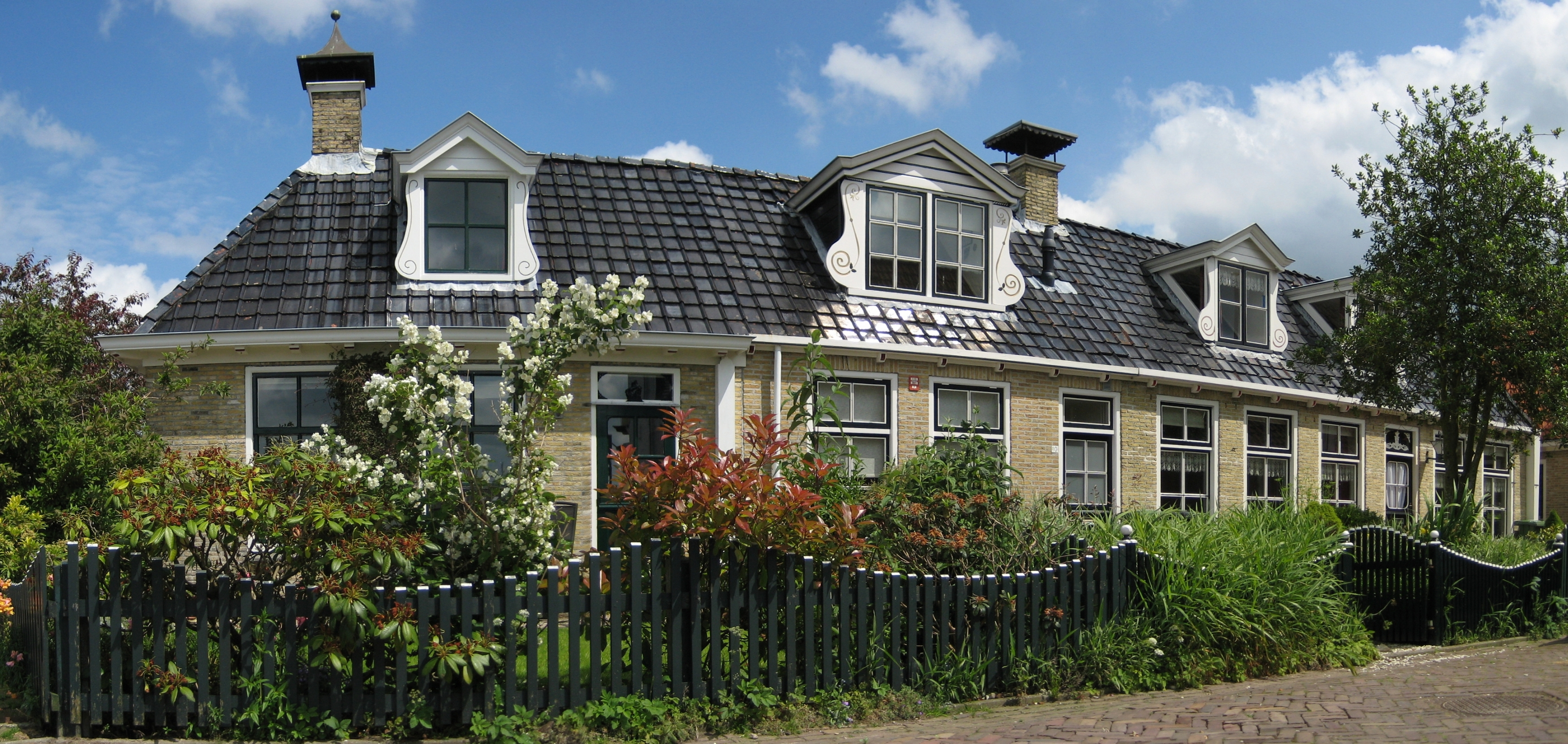
Huizen aan het Oerhaelspaad (2009)
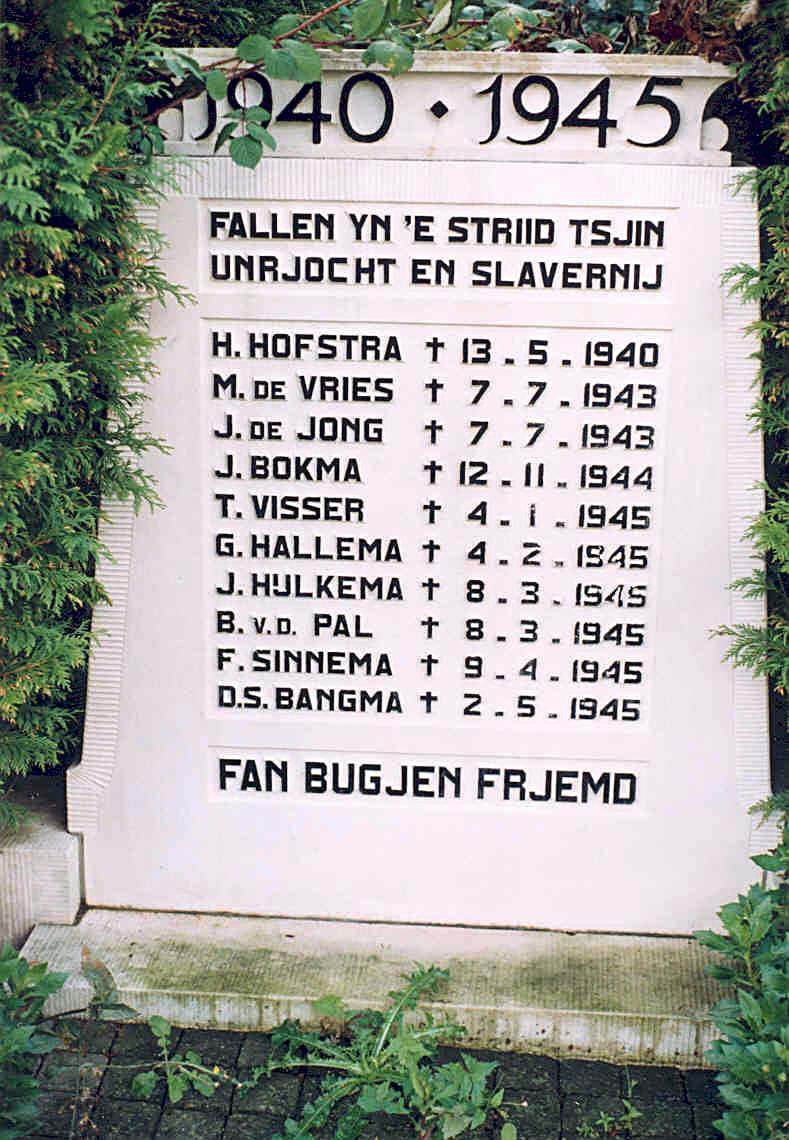
Verzetsmonument (2014)

Steden, dorpen en gehuchten: Aegum · Baard · Beers · Britsum · Cornjum · Finkum · Friens · Goutum · Grouw · Hempens · Hijlaard · Hijum · Huins · Idaard · Irnsum · Jellum · Jelsum · Jorwerd · Leeuwarden · Lekkum · Lions · Mantgum · Miedum · Oosterlittens · Oude Leije · Roordahuizum · Snakkerburen · Stiens · Swichum · Teerns · Warstiens · Wartena · Warga · Weidum · Wirdum · Wytgaard

Buurtschappen: Abbengawier · Angwier · Baardburen · Bartlehiem (deels) · Barrahuis · De Hem · Domwier · Fons · Groote Bontekoe · Gotum · Hezens · Horne · Hofland · Hoptille · Marwird · Midsburen · Naarderburen · Noordend · Oude Schouw (deels) · Rewerd (deels) · Schillaard · Schrins · Tichelwerk · Tjaard · Tjeintgum · Truurd · Tsienzerburen · Vensterburen · Vierhuis · Wammerd · Wiel · Wieuwens · Wilaard · Zuiderend

Voormalige buurtschappen: De Drie Romers · Hoek · Zuiderburen

Friesland: Steden en dorpen      Nederland: Provincies · Gemeenten